# Benyllus rufus
Benyllus rufus là một loài tò vò trong họ Ichneumonidae.